# Háifoss
A catarata Háifoss situa-se perto do vulcão Hekla, no sul da Islândia. O rio Fossá, afluente do Þjórsá, tem uma queda vertical de 122 m, o que faz da Háifoss a segunda queda de água mais alta da ilha.
Da quinta histórica de Stöng, que foi destruída pela erupção do Hekla na Idade Média e depois reconstruída, é possível passear a pé pela catarata ao longo do Fossá, embora o percurso demore algumas horas. 